# Längsdüne

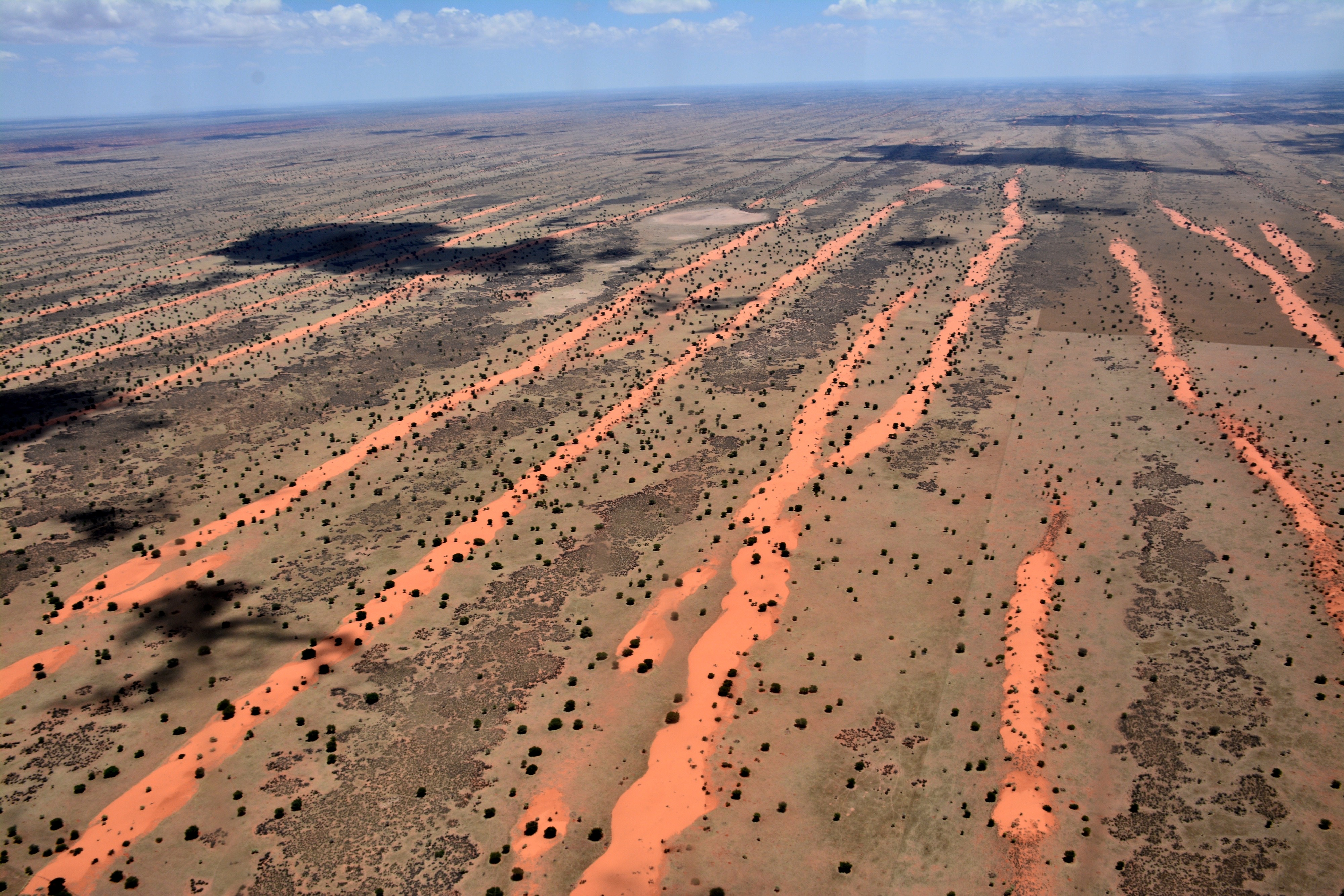
Längsdünen in der Kalahari, Namibia

Längsdünen (auch Longitudinaldünen, Lineardünen, Strichdünen oder Seifdünen)  sind langgestreckte, parallel zur vorherrschenden Windrichtung verlaufende Sandrücken. Die Gebiete, in denen Längsdünen vorkommen, weisen oft nur eine geringe Sandanlieferung auf und haben eher einen rauen Untergrund. Längsdünen erreichen Höhen bis zu 200 Meter und erstrecken sich zum Teil über weit mehr als 20 Kilometer.

## Etymologie
Die Begriffe Längs-, Longitudinal-, Linear- und Strichdüne beziehen sich alle auf die langgestreckte Dünenform. Das Arabische سيف Saif bzw. Seif (gesprochen wie englisch safe) bedeutet Schwert und bezieht sich auf Längsdünen mit geschwungenem Grundriss in Analogie zur arabischen Schwertform.

## Beschreibung

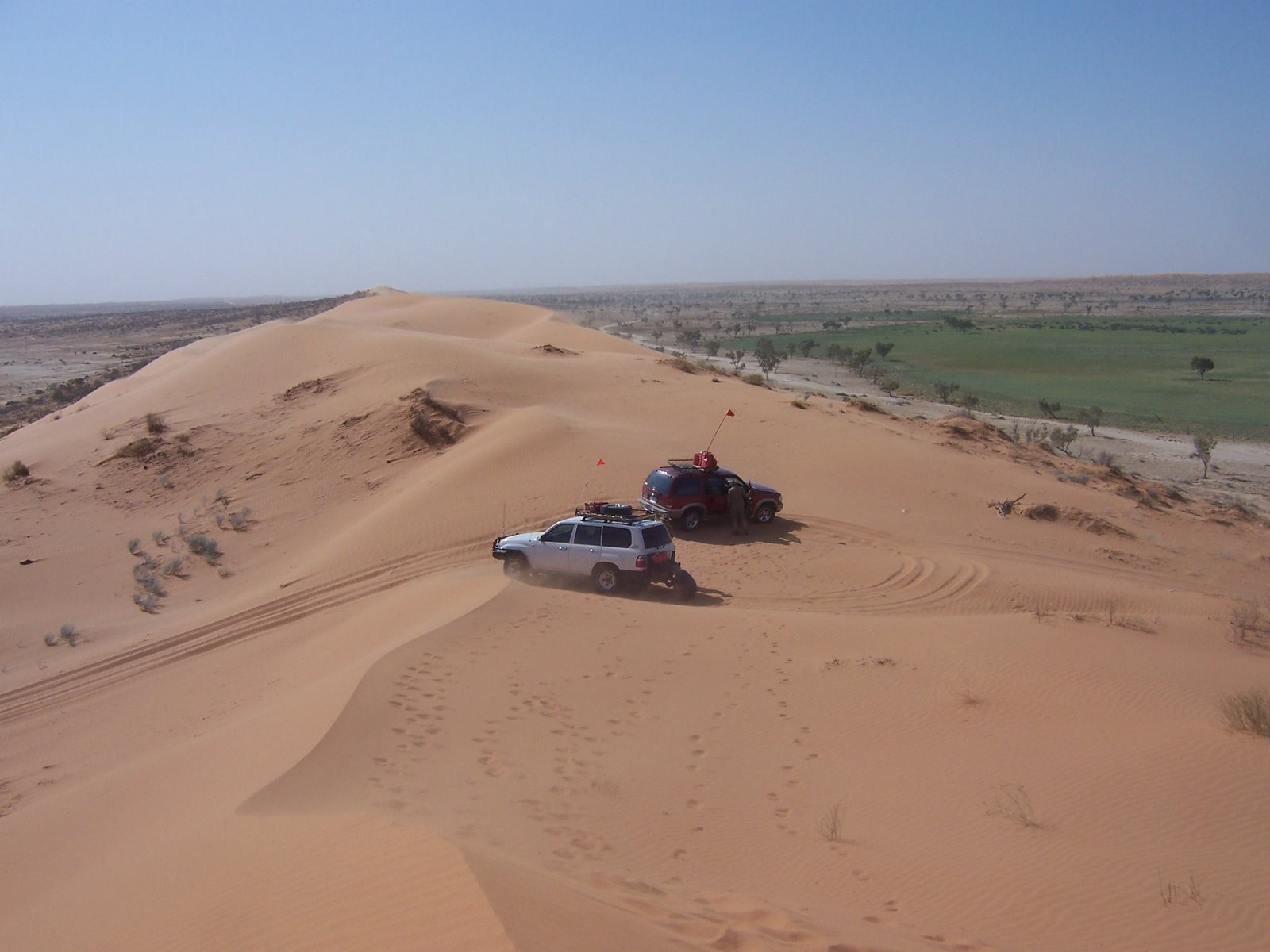
Die Big-Red-Längsdüne in der Simpson Desert, Australien

Längsdünen zeichnen sich durch ihre Längenerstreckung aus, die oft weit mehr als 20 Kilometer betragen kann. In der Simpson Desert in Australien werden gar Längen bis zu 300 Kilometer erreicht. Längsdünen sind geradlinig verlaufende, äolische Transportformen, deren individuelle Kämme parallel und in regelmäßigen Abständen zueinander angeordnet sind. Die Abstände zwischen einzelnen Längsdünenkämmen können zwischen 400 und 3000 Meter schwanken, im Extremfall wachsen diese sogar auf 6000 Meter an.
Individuelle Kämme können auch windabwärts stimmgabelartig, in der Form eines umgekehrten Y zusammenlaufen und neue Kämme auf halber Distanz zwischen zwei Dünen erwachsen.
Längsdünen sind in der Lage windabwärts zu wandern, so rückten beispielsweise die mauretanischen Dünen in der letzten Eiszeit um 45 Meter/Jahr gegen den westafrikanischen Schelfrand vor.
In der Namib erreichen große Längsdünen Höhen von knapp 200 Meter. Ihr Verhältnis Abstand  zu Höhe (d/h) liegt zwischen 15:1 und 20:1. Jedoch bei kleineren Dünen anderer Wüsten ist dieses Verhältnis wesentlich höher (50:1 bis 200:1).
Viele Längsdünen bestehen aus einem nur mäßig einfallenden Unterbau, der oft von Pflanzenbewuchs stabilisiert wird. Der obere, steilere Kammbereich jedoch ist pflanzenlos und in Bewegung. An ihm entwickeln sich Rutschhänge (englisch slip faces), deren Orientierung von der jeweils vorherrschenden Windrichtung abhängig ist.
Im Aufriss sind Längsdünen generell symmetrisch und von dreieckiger Gestalt. Diese Grundform kann aber im Verlauf eines Jahres zusehends asymmetrisch werden, wobei sich eine konvexe Luvseite mit einer deutlichen Leeseite herausbildet.
- Einfach aufgebaute Längsdünen bestehen aus zwei Grundtypen:
  - Sehr lange, enge, geradlinige, teils bewachsene Dünenzüge wie sie in der Simpson Desert und in der Kalahari auftreten.
  - Geschwungene Seifdünen, die beispielsweise im Sinai, in der östlichen Sahara und in den Algodones-Dünen Kaliforniens anzutreffen sind.[6]

- Zusammengesetzte Längsdünen (engl. compound dunes) bestehen aus zwei bis vier Seif-artigen Kämmen, die einem breiten Unterbau aufsitzen. Sie sind charakteristisch für die südliche Namib.[7]

Strichdünen bzw. Silkdünen (von Arabisch Silk سلك  mit der Bedeutung Faden, Saite, Draht) sind eine Spezialform zusammengesetzter Längsdünen, die durch das seitliche Zusammenwachsen von Seifdünen in Richtung des vorherrschenden Windes entstehen. Sie sind relative niedrige Dünen von geringem Abstand mit sinusförmigen Verlauf der Kammlinie. Sie treten im Osten Saudi-Arabiens in der Al Jafurah auf und werden durch zwei verschiedene Windsysteme erklärt – dem Schamal, einem Nordwestwind, der im Frühjahr von Ostwinden abgelöst wird.
- Komplex aufgebaute Längsdünen besitzen einen einzelnen, geschwungenen Kamm, der von sterndünenartigen Gipfelregionen unterbrochen wird. Ihre Flanken werden zusätzlich von barchanoiden Transversalstrukturen überlagert. Diese großen, 50 bis 150 Meter hohen Strukturen sind zu den Draa zu stellen. Sie verlaufen in einem Abstand von 1 bis 2 Kilometer parallel zueinander und kommen in der Namib und in der Rub al-Chali Arabiens vor.[1]

Es gibt ferner komplexe Längsdünen, die 1 bis 2 Kilometer breit werden und in ihren Kammlagen von barchanoiden Formen überlagert werden. Sie treten in der östlichen Namib, in Teilen der Wahiba Sands in Oman und im Akchar-Sandmeer Mauretaniens auf.

## Internaufbau
Intern werden Längsdünen von komplex angeordneten, großmaßstabigen Schrägschichtungskörpern aufgebaut, deren Einfallswinkel zwei deutlich voneinander abgesetzte Maxima aufweisen. Die einzelnen Schrägschichtungssets werden von Diskordanzen (engl. bounding surfaces) voneinander abgetrennt. Die entgegengesetzt, unter relativ hohem Winkel (um 33 Grad, gelegentlich sogar bis 36 Grad) und meist parallel zum Kamm einfallende Schrägschichtungskörper entstehen durch lawinenartiges, jahreszeitlich alternierendes Sandabgleiten an den beiden Rutschhängen.
Wesentlich flacher bis horizontal einfallende Schichtkörper finden sich vor allem an den Flanken und am Fuß der Längsdünen. Sie sind nicht durch Rutschungen entstanden (engl. encroachment deposit), sondern wurden angeweht (engl. accretion deposit). Sie können relativ grobkörnig sein und Parallel- oder Schrägschichtung aufweisen. Es handelt sich hier um Ablagerungen, die aus Zibar bzw. kleinen Transversaldünen oder Ballistikrippeln hervorgegangen sind.
Einen recht komplizierten Internaufbau besitzen die so genannten Walrücken (engl. whalebacks). Es handelt sich hier um zusammengesetzte Dünenformen mit plattformartigen Erhebungen, die von mehreren, sich teils überlagernden Längsdünen hinterlassen wurden.

## Entstehung
Über eine Erklärung des Entstehungsprozesses von Längsdünen herrscht nach wie vor Uneinigkeit. Die bisher entwickelten Entstehungsmodelle lassen sich in vier Themenkreise unterteilen:
- Richtungsabhängigkeit
- Residualform
- Abänderung bestehender Dünenformen
- Taylor-Görtler-Wirbel

### Richtungsabhängigkeit
Die gängige Interpretation setzt den Verlauf der Längsdünen parallel zur vorherrschenden Windrichtung. Ihre parallele, geradlinige Anordnung wird mit Schraubenwirbeln (englisch roller vortices) in Verbindung gebracht, welche den Sand aus dem Zwischendünenbereich erodieren und in den Dünenkämmen wieder anlagern. Diese Theorie wird aber aufgrund verschiedener Inkonsistenzen nicht mehr von allen Autoren geteilt.
Mittlerweile häufen sich die Hinweise, dass Längsdünen sich unter Einwirkung zweier Hauptwindrichtungen bilden, deren Resultante mit ihrer Längserstreckung übereinstimmt. Dieser Ansatz wird getragen von Korrelationen zwischen Dünentypus und Windregime, Untersuchungen ihres Internaufbaus sowie detaillierten Prozessstudien.
Die Entstehung mäandrierender, perlschnurartiger Seifdünen wird ebenfalls mittels zweier, im spitzen Winkel sich überkreuzender Hauptwindrichtungen erklärt. Es wird vermutet, dass diese Dünenform aus einem der Arme von Sicheldünen hervorgeht.
Insgesamt zeichnet sich jedoch ab, dass Längsdünen keine primäre Dünenform darstellen, sondern sich aus anderen Dünentypen entwickelt haben, als diese in Gebiete mit abweichendem Windmuster gewandert waren.
Eine alternative Überlegung zum Windresultantenmodell sieht den ausschlaggebenden Faktor für die Entstehung von Längsdünen in schräg zum Dünenkamm verlaufenden Windströmungen. Im Lee der Düne bildet sich durch das Überströmen eine helikoidale, seitliche Ablenkung der Strömung (Sekundärströmung), so dass auf der Leeseite Sand parallel zum Dünenverlauf transportiert wird. Bei einer in Nordrichtung verlaufender Längsdüne wird dieser Effekt von sämtlichen Winden erzielt, die von West über Süd nach Ost einströmen und somit einen Sektor von rund 180 Grad überstreichen. Eine Maximierung des Sandtransports erfolgt aber offensichtlich bei einem persistierenden Windeinfallswinkel von 20 bis 30 Grad zur Ausrichtung der Längsdüne. Steiler als 30 Grad einfallende Winde sind bereits nicht mehr optimal für das Längenwachstum, da sie dazu tendieren, den Sand direkt auf den leeseitigen Rutschhängen abzulagern und kaum mehr seitlich zu verlagern. Der Sand bleibt somit an Ort und Stelle und bewirkt ein Höhenwachstum der Düne. Der Extremfall sind Winde, die senkrecht (mit 90 Grad) den Dünenkörper überstreichen. Es entstehen dann revertierende Dünen, die vertikal anwachsen. Auf der Leeseite bilden sich sekundäre Strömungszellen, die den Sand in Richtung Dünenzentrum verlagern, wodurch im Endeffekt Sterndünen hervorgehen.

### Residualform
Dieses sehr alte Erklärungsmodell sieht Längsdünen als vom Wind geschaffene Residualformen an. Es wird vermutet, dass starke Winderosion aus mächtigen alluvialen Ablagerungen langgezogene Furchen herauspräparierte und die nur dünne Sandauflage in den Dünenzügen zurückließ. Einige Beobachtungen scheinen diese Theorie zwar zu bestätigen, dennoch spricht die Hauptmasse der Indizien für einen aktiven, konstruktionellen Charakter der Längsdünen.

### Abänderung bestehender Dünenformen
Insgesamt scheint sich abzuzeichnen, dass Längsdünen keine primäre Dünenform darstellen, sondern sich aus anderen Dünentypen entwickelt haben, als diese in Gebiete mit abweichendem Windmuster gewandert waren.
Die Entstehung mäandrierender, perlschnurartiger Seifdünen wird  mittels zweier, im spitzen Winkel sich überkreuzender Hauptwindrichtungen erklärt. Es wird vermutet, dass diese Dünenform aus einem der Arme von Sicheldünen hervorgeht. Beispiele dieses Typs finden sich im Sinai.

### Taylor-Görtler-Wirbel
Die parallele, geradlinige Anordnung von Längsdünen wird ferner mit gegensinnig rotierenden Taylor-Görtler-Schraubenwirbeln (engl. Taylor-Görtler vortices oder roller vortices) in Verbindung gebracht, welche den Sand aus dem Zwischendünenbereich erodieren und in den Dünenkämmen wieder anlagern. Analogien hierzu sind lineare Wolkenreihen (engl. cloud streets) in der Atmosphäre (von vergleichbarem Maßstab) sowie die oft zu beobachtenden, geradlinigen Schnee- und Sandreihen (engl. sand streamers – kleinmaßstabig), die vom Wind über glatte, unbewegliche Oberflächen (wie z. B. Eis) geblasen werden.
Der Durchmesser der Schraubenwirbel wird von der Dicke der atmosphärischen Grenzeschicht bestimmt, die im Bereich der Passatwinde in etwa 1 Kilometer beträgt. Das Y-förmige, paarweise Zusammenlaufen von Längsdünenreihen kann mit dem Abheben eines Schraubenwirbels von der Erdoberfläche sehr gut erklärt werden.
Dennoch wird die Taylor-Görtler-Theorie aufgrund verschiedener Inkonsistenzen nicht mehr von allen Autoren geteilt.

### Einfluss der Windgeschwindigkeit
Der Parameter Windgeschwindigkeit wird von Glennie hervorgehoben. Unter sonst gleichen Bedingungen entwickeln sich in einer Sandwüste Längsdünen bei höheren Windgeschwindigkeiten als beispielsweise Sicheldünen. Steigt die Windgeschwindigkeit an, umso höher werden die Längsdünen und umso größer die Abstände zwischen den einzelnen Kämmen. Laut Glennie wurden während der pleistozänen Vereisungen wegen der erhöhten Windgeschwindigkeiten wesentlich mehr Längsdünen erzeugt. Das heutige, schwächere Windregime kann Längsdünen nicht mehr aufrechterhalten. Daher kommt es zu den beobachteten Überprägungen durch barchanoide und andere Formen.

## Bewegung und Alter
Längsdünen wandern, wie weiter oben bereits ausgeführt, nicht nur windabwärts, sondern sie verlagern sich auch seitwärts (insbesondere komplexe Längsdünen). Für komplexe Längsdünen in der Namib geben Bristow u. a. (2007)  eine seitliche Verlagerungsrate von 0,1 Meter/Jahr an. Bei einer Breite von 600 Meter ergibt sich somit eine Rekonstitutionszeit der Dünen von 6000 Jahren. Dies steht in gutem Einklang mit gemessenen OSL-Altern von 5730 ± 360 Jahren.

## Vorkommen
Lancaster schätzt, dass rund 50 Prozent aller Dünen aus Längsdünen aufgebaut werden. In Teilen der Kalahari, der Simpson Desert und der Strzelecki Desert steigt ihr Anteil sogar auf 85 bis 90 Prozent und in der Sahara immerhin auf 72 Prozent, wohingegen Längsdünen im Alashan und im Gran Desierto Mexikos nur 1 bis 2 Prozent stellen. Längsdünen sind die dominanten Dünen in Wüsten der Südhalbkugel sowie in der südlichen und westlichen Sahara.
Ihre Vorkommen im Einzelnen:
- Arabien:
  - Al Jafurah
  - Rub-al-Chali
- Australien:
  - Great Sandy Desert
  - Simpson Desert
  - Strzelecki-Wüste
  - Sturts Steinige Wüste
  - Tirariwüste
- Südliches Afrika:
  - Kalahari
  - Namib
- Mexiko:
  - Gran Desierto
- Oman:
  - Rimal al Wahiba
- Sahara:
  - Algerien:
    - Grand Erg Oriental

  - Libyen:
    - Zalaf-Sandmeer

  - Mauretanien:
    - Akchar-Sandmeer
    - Agneitir-Sandmeer
    - Azefal-Sandmeer
- Sinai
- Vereinigte Staaten:
  - Kalifornien – Algodones-Wüste
  - Texas – Padre Island
- Volksrepublik China:
  - Alashan

- Titan

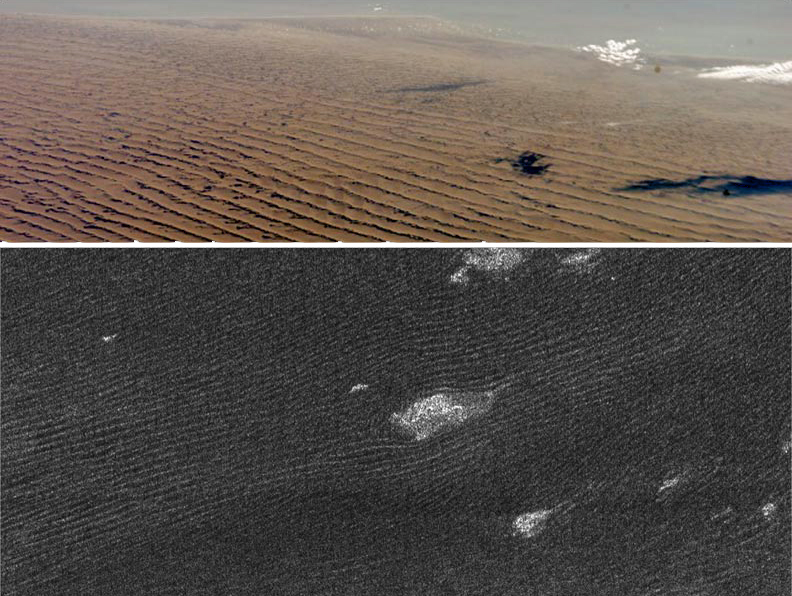
Dünen auf der Titan-Oberfläche (unten) verglichen mit Sanddünen auf der Erde (oben)

Auch auf dem Saturnmond Titan wurden Längsdünen beobachtet.